# Don Reynolds
Don Reynolds (Odell, 29 maggio 1937 – Fort Worth, 9 gennaio 2019) è stato un attore statunitense, attivo come attore bambino in film western dal 1944 al 1951 (tra i 7 e i 14 anni d'età), e quindi come animal trainer nel cinema americano.

## Biografia
Don Reynolds nasce in Texas nel 1937. Con il soprannome di ""Little Brown Jug", a tre anni già si esibisce con il padre nei rodei, prima nei circuiti locali e quindi a livello nazionale. Il suo talento di acrobata e cavallerizzo colpisce l'attenzione del celebre attore e cantante western Roy Rogers che avendolo incontrato in un rodeo nello stato di New York lo invita a lavorare a Hollywood.
"Little Brown Jug" comincia così la sua carriera di attore bambino, indifferentemente nei panni di un piccolo cowboy o di un piccolo Indiano, in film che hanno per protagonisti i più celebri attori western del periodo come lo stesso Roy Rogers, Eddie Dean e Gene Autry. I ruoli si fanno sempre più importanti, Nella tradizione di partner giovanili ("saddle pals") del cinema western, inaugurata da Frankie Darro e Andy Shuford, Reynolds affianca l'eroe protagonista come suo partner giovanile, dapprima Charles Starrett in tre film della serie Durango Kid e quindi - in quello che è il suo ruolo più importante - come "Little Beaver" nei 4 film della serie Red Ryder con Jim Bannon. Dopo Tommy Cook nel 1940 e Robert Blake nel 1944-47, Reynolds è il terzo attore bambino a cimentarsi nella parte del giovane Indiano compagno di avventure di Red Ryder.
Reynolds continua per alcuni anni ad avere ruoli di rilievo. Nel 1949 è con il coetaneo Peter Miles in Minuzzolo con Myrna Loy e Robert Mitchum. Nel 1950 recita ancora al fianco di Gene Autry in Beyond the Purple Hills. Nel 1951 debutta anche alla televisione in un episodio della serie The Adventures of Kit Carson con Bill Williams. 
Esauritasi la sua carriera di partner giovanile in film western, a 14 anni Reynolds si ritira dalle scene. La sua esperienze e le sue abilità di lavoro con gli animali vengono nuovamente messe a disposizione del mondo del cinema a partire dagli anni ottanta, quando Reynolds partecipa come animal trainer ad alcune importanti produzioni, da Santa Claus: The Movie (1985) alla trilogia de Il Signore degli Anelli (2001-03). L'addestramento degli animali per il cinema è per i Reynolds un affare di famiglia: Sled Reynolds, fratello di Don e proprietario dell'azienda "Gentle Jungle", è dal 1981 tra i più richiesti animal trainers di Hollywood.
Reynolds è tornato anche occasionalmente davanti alla macchina da presa: nel 2004 in un documentario sulla sua attività di animal trainer e come attore nel 2013-15 in 7 episodi della serie televisiva Sundown.

## Filmografia

### Attore
- The Yellow Rose of Texas, regia di Joseph Kane (1944) -- non accreditato
- Song of Arizona, regia di Frank McDonald (1946) -- non accreditato
- Romance of the West, regia di Robert Emmett Tansey (1946)
- The Last Round-Up, regia di John England (1947) -- non accreditato

- Durango Kid, serial cinematografico (1949) - 3 film:

1. Whirlwind Raiders, regia di Vernon Keays (1948)
2. Snake River Desperadoes, regia di Fred F. Sears (1951)
3. La Strade di Ghost Town (Streets of Ghost Town), regia di Ray Nazarro (1950)

- Red Ryder, serial cinematografico (1949) - 4 film:

1. Ride, Ryder, Ride!, regia di Lewis D. Collins (1949)
2. Roll, Thunder, Roll!, regia di Lewis D. Collins (1949)
3. The Fighting Redhead, regia di Lewis D. Collins(1949)
4. Cowboy and the Prizefighter, regia di Lewis D. Collins (1949)

- Minuzzolo (The Red Pony), regia di Lewis Milestone (1949)
- Beyond the Purple Hills, regia di John English (1950)
- The Painted Hills , regia di Harold F. Kress (1951)

- The Adventures of Kit Carson, serie televisiva (1951) -- un episodio
- Home of the Horse Lords, documentario (2004)
- Sundown, serie televisiva (2013-15) -- 7 episodi

### Animal trainer
- Santa Claus: The Movie, regia di Jeannot Szwarc (1985)
- The Three Kings, film TV, regia di Mel Damski (1987)
- Big Top Pee-wee, regia di Randal Kleiser (1988)
- Out to Sea, regia di Martha Coolidge (1997)
- The Cowboy and the Movie Star, regia di Mark Griffiths (1998)
- Il Signore degli Anelli - La Compagnia dell'Anello, regia di Peter Jackson (2001)
- Kate & Leopold, regia di James Mangold (2001)
- The 4th Tenor, regia di Harry Basil (2002)
- Il Signore degli Anelli - Le due torri, regia di Peter Jackson (2002)
- Il Signore degli Anelli - Il ritorno del re, regia di Peter Jackson (2003)